# Bremenskije musykanty
Bremenskije musykanty (russisch Бременские музыканты Bremenskije musykanty, deutsch ‚Die Bremer Stadtmusikanten‘) ist ein sowjetischer musikalischer Animationsfilm aus dem Jahr 1969, produziert von Sojusmultfilm, unter der Regie von Inessa Kowalewskaja, geschrieben von Juri Entin und Wassili Liwanow, mit Musik von Gennadi Gladkow. Es basiert auf den Figuren des Volksmärchens Die Bremer Stadtmusikanten der Brüder Grimm. Der Film wurde in der Sowjetunion aufgrund seines einprägsamen musikalischen Soundtracks, der Einflüsse westlicher Rock-’n’-Roll-Musik enthält, zum Kulthit. Es entstanden zwei Fortsetzungen, darunter Auf den Spuren der Bremer Stadtmusikanten (1973) und Die neuen Bremer Stadtmusikanten (2000).

## Handlung
Der junge Troubadour und seine vier Freunde – Esel, Hund, Katze und Hahn – kommen ins königliche Schloss, um eine Zirkusvorstellung zu geben. Alles läuft gut, das Publikum ist zufrieden. Während der Aufführung begegnen sich der Troubadour und die Prinzessin und verlieben sich ineinander. Bei der Pyramidenfigur scheitern die Künstler: Der Troubadour, der auf dem Kopf der Katze steht, bricht zusammen und fällt direkt in die Arme der Prinzessin, und ihr Vater, der König, vertreibt die Künstler aus dem Schlosshof.
Unterwegs stoßen Freunde auf eine Räuberhütte und ihren Häuptling, der vorhatte, das königliche Gefolge anzugreifen und den König auszurauben. Nachdem sie die Banditen erschreckt und vertrieben haben, besetzen die Freunde deren Hütte und in ihren Köpfen entsteht ein Plan. Am Morgen verkleiden sie sich als Räuber, entführen den König und lassen ihn an einen Baum gefesselt im Wald zurück. Er hört, wie die „Räuber“ Messer schärfen, und weint.
Der Troubadour erscheint und besingt seine unglückliche Liebe. Der König bittet ihn um Hilfe. Der junge Mann rennt sofort in die Hütte und das Haus bebt, als er die Banditen darin zu verprügeln scheint, und „befreit“ dann den Herrscher. Der dankbare König bringt den Troubadour im Schloss und vereint ihn wieder mit der Prinzessin. Leider haben die Tiere – Troubadours Freunde – keinen Zutritt zum Schloss. Der ganze Abend ist ein Fest mit dem Tanz.
Esel, Hund, Katze und Hahn bleiben unter den Fenstern. Am Morgen versuchen sie immer noch, den Troubadour anzurufen, doch dann resignieren sie und verlassen traurig die Stadt. Doch während alle schlafen, schlüpfen der Troubadour und die Prinzessin aus dem Schloss. Sie treffen sich mit Freunden und gemeinsam machen sie sich auf den Weg zu neuen Abenteuern.

## Figuren
Der Troubadour war im Originalmärchen der Brüder Grimm nicht enthalten, und Wassili Liwanow schlug vor, ihn in das Drehbuch aufzunehmen. In den ersten Skizzen von Max Scherebtschewski wurde der Held mit einer Mütze wie ein Possenreißer dargestellt, was der Regisseurin Inessa Kowalewskaja nicht gefiel. Doch dann fiel ihr ein ausländisches Modemagazin aus der geschlossenen Bibliothek von Goskino in die Hände, in dem sie einen blonden Jungen mit Beatles-Haarschnitt und engen Jeans sah, dessen Aussehen das Aussehen des Troubadours beeinflusste.